# 罗斯林礼拜堂

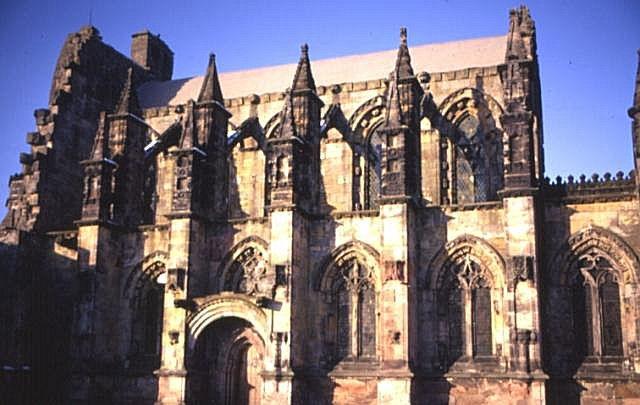
Rosslyn Chapel

罗斯林礼拜堂（Rosslyn Chapel）是一座位于苏格兰爱丁堡罗斯林镇的教堂，教堂的位置正好处在南北交叉子午线经过格拉斯顿伯里的地方。该教堂是圣殿骑士于1446年建造的。教堂内的墙壁和屋顶雕刻了包括犹太教、基督教、埃及人、共济会以及异教传统的标志物。